# Hyloscirtus pacha
Hyloscirtus pacha es una especie de anfibios de la familia Hylidae.
Es endémica de Ecuador, en la vertiente amazónica de los Andes.
Sus hábitats naturales incluyen montanos secos y ríos. Está amenazada de extinción por la destrucción de su hábitat natural.